# Cratere Chauk
Chauk  è un cratere sulla superficie di Marte.